# Sieć – ostatni bastion SS
Sieć – ostatni bastion SS – powieść autorstwa Bogusława Wołoszańskiego. Została opublikowana przez wydawnictwo Bogusław Wołoszański sp. z o.o., w 2006 roku.

## Fabuła
W ostatnich dniach II wojny światowej major Jan Tarnowski, oficer Oddziału II Sztabu Generalnego Polskich Sił Zbrojnych, który przez lata działa jako niemiecki kryptolog kapitan Martin Jörg, otrzymuje zadanie zdobycia informacji o nazistowskiej organizacji konspiracyjnej „Der Spinne” („Pająk”). Zajmuje się ona ukrywaniem majątku SS i niemieckich przemysłowców oraz transferem hitlerowskich zbrodniarzy przez Watykan do Argentyny i Boliwii.
Wydarzenia opisane w utworze są kontynuacją fabuły powieści Twierdza szyfrów zekranizowanej jako Tajemnica twierdzy szyfrów.